# Chavanod
Pour commune de l'Isère, voir Chavanoz.
Chavanod est une commune française située dans le département de la Haute-Savoie, en région Auvergne-Rhône-Alpes. Village rural du Grand Annecy, il comptait 3 024 habitants en 2022.

## Géographie

### Localisation
La commune de Chavanod est située dans le Grand Annecy, à l'ouest de la capitale haute-savoyarde. Son point le plus bas (373 m d'altitude) se trouve au niveau du Fier, et son point culminant (620 m) est établi à Feynière.
Sa superficie de 1 336 ha est principalement composée de cultures et pâturages, malgré les implantations de plus en plus fréquentes d'entreprises et de quartiers résidentiels. De nombreux vallons sillonnent la commune, dont ceux du Mont (à Maclamod) et du Cret d'Esty ou se trouvent l'école primaire publique et le lycée agricole (ISETA). Cependant, le relief est un peu plus abrupte à certains endroits, comme le long du Fier ou à proximité de la carrière de Chavanod.

### Les hameaux
Chavanod est composé de 6 hameaux principaux :
- l'ancien Chef-lieu : couvent, ancienne école maternelle, ancienne poste, peu d'habitations ;
- Corbier (ou « nouveau Chef-lieu ») : mairie, salle polyvalente, écoles, église, stade, commerces (pharmacie, bar-tabac, coiffeur...), quartier résidentiel militaire, nouvelle poste, nombreux quartiers résidentiels ;
- Maclamod : château de Maclamod, parc d'activités d'Altais, le Fier, nombreux quartiers résidentiels ;
- Champanod : point culminant de la commune (620 m), quelques quartiers résidentiels ;
- Belleville : château de Chavaroche, ancienne tuilerie de Chavanod[2], point le plus bas de la commune (373 m), le Fier, peu d'habitations ;
- Le Crévion : peu d'habitations.

### Voies de communication et transports

#### Voies routières
Chavanod est traversé par la départementale D 16 (route des Creuses), qui relie Annecy à Rumilly. On notera également la proximité de la sortie Annecy sud, sur l'autoroute A41.
Malgré sa grande superficie, la commune est principalement parcourue de petites routes de campagne.

#### Transports en commun
La commune est desservie par les bus de la SIBRA via une ligne principale, une ligne complémentaire et une ligne de proximité.
- La ligne 3 traverse le parc Altaïs (Maclamod).
- La ligne 8 relie le stade à Cran-Gevrier et Annecy, elle ne dessert pas Chavanod à tous les services.
- La ligne 16 effectue un trajet en U ayant ses deux extrémités sur Chavanod, en passant par Cran-Gevrier et Seynod et l'une des branches est prolongée à Montagny-les-Lanches à certains services.

Les lignes 8 et 16 servent notamment de ramassage scolaire puisque les collégiens et lycéens résidant à Chavanod les empruntent massivement pour se rendre aux établissements environnants.

#### Piste cyclable
Chavanod est équipé d'une piste cyclable qui traverse le parc d'activité d'Altais, et permet l'accès à la commune voisine de Cran-Gevrier.

#### Transport ferroviaire
La gare la plus proche se trouve à Annecy, à 10 min du nouveau chef-lieu de Chavanod.
Une petite partie de la commune (Chavaroche) est traversée par le chemin de fer reliant Annecy à Rumilly.

#### Transport aérien
L'aéroport régional le plus proche se trouve à Meythet (15 minutes du nouveau chef-lieu) et les aéroports internationaux les plus proches se trouvent à Genève (35 minutes) et à Lyon (1 heure).

## Urbanisme

### Typologie
Au 1er janvier 2024, Chavanod est catégorisée ceinture urbaine, selon la nouvelle grille communale de densité à sept niveaux définie par l'Insee en 2022.
Elle appartient à l'unité urbaine d'Annecy, une agglomération intra-départementale regroupant quatorze  communes, dont elle est une commune de la banlieue,,. Par ailleurs la commune fait partie de l'aire d'attraction d'Annecy, dont elle est une commune de la couronne,. Cette aire, qui regroupe 79 communes, est catégorisée dans les aires de 200 000 à moins de 700 000 habitants,.

### Occupation des sols
L'occupation des sols de la commune, telle qu'elle ressort de la base de données européenne d’occupation biophysique des sols Corine Land Cover (CLC), est marquée par l'importance des territoires agricoles (58,4 % en 2018), en diminution par rapport à 1990 (65,7 %). La répartition détaillée en 2018 est la suivante : 
zones agricoles hétérogènes (37,6 %), forêts (23,6 %), prairies (12,6 %), zones urbanisées (12,3 %), terres arables (8,2 %), mines, décharges et chantiers (3,1 %), zones industrielles ou commerciales et réseaux de communication (2,6 %).
L'IGN met par ailleurs à disposition un outil en ligne permettant de comparer l’évolution dans le temps de l’occupation des sols de la commune (ou de territoires à des échelles différentes). Plusieurs époques sont accessibles sous forme de cartes ou photos aériennes : la carte de Cassini (XVIIIe siècle), la carte d'état-major (1820-1866) et la période actuelle (1950 à aujourd'hui).

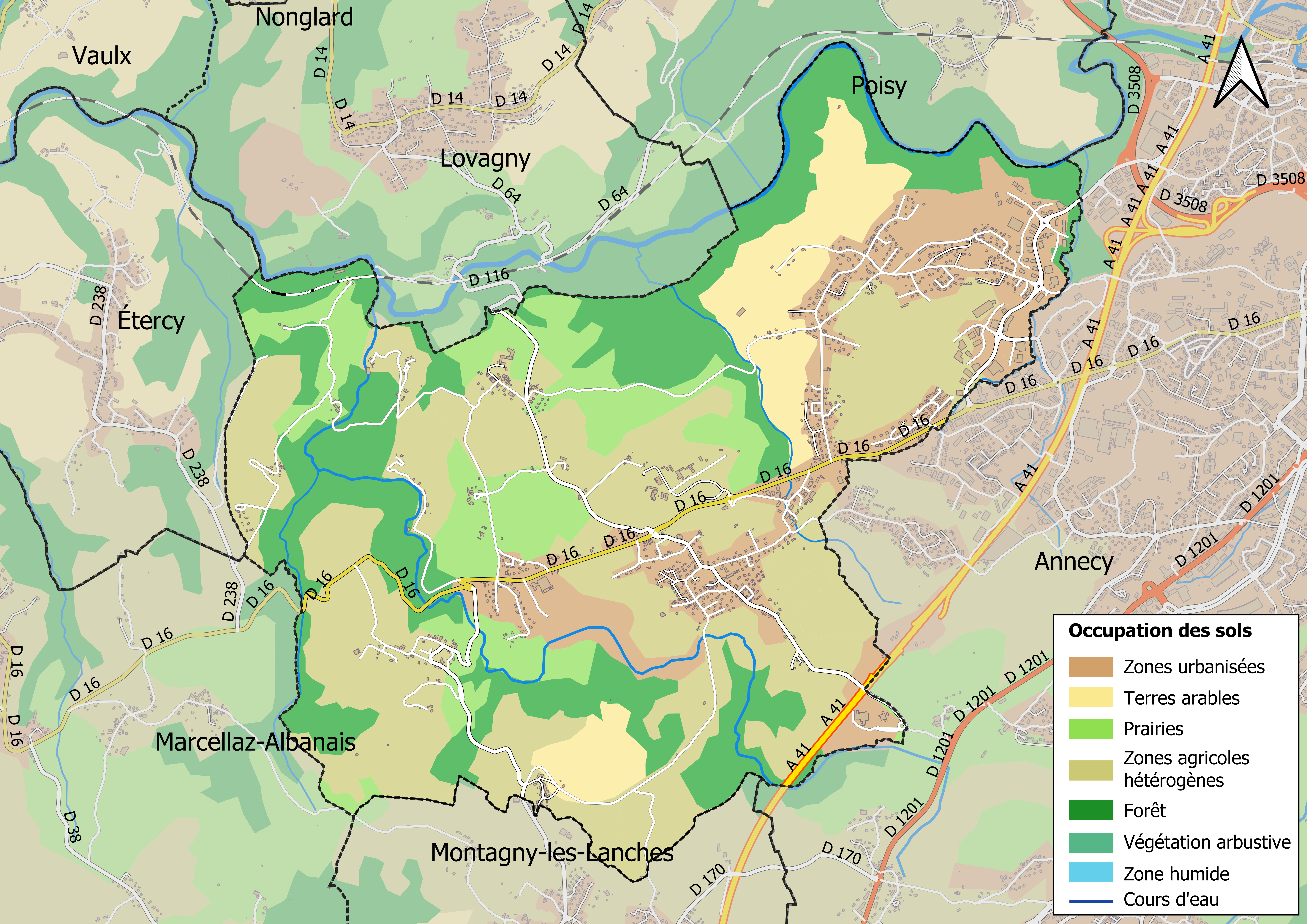
Carte des infrastructures et de l'occupation des sols en 2018 (CLC) de la commune.
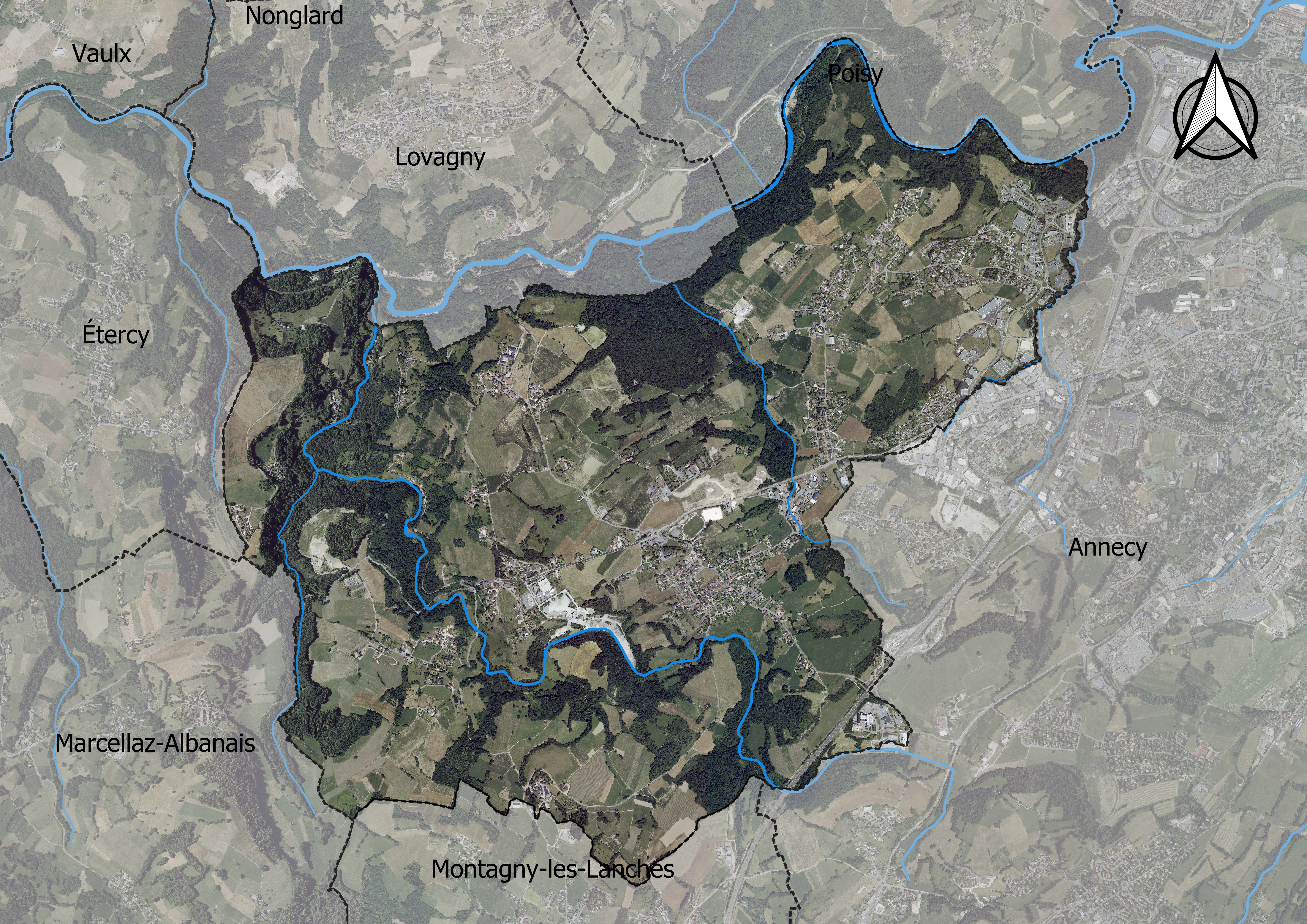
Carte orthophotogrammétrique de la commune.

## Toponymie
Le terme Chavanod vient du latin d'origine gauloise Cavanus (Cavanus + suffixe -avus). Selon le site Internet henrysuter.ch, le toponyme dériverait de « Chavanne », qui selon André Pégorier désignerait un « domaine autour d'une demeure ; cabane », avec le suffixe -od.
En francoprovençal, le nom de la commune s'écrit Shavanu (graphie de Conflans) ou Chavanôd (ORB).

## Histoire
La paroisse de Chavanod devient autonome de Lovagny en 1603.
C'est à Chavanod qu'a été fondée en 1838 la congrégation missionnaire des sœurs de la Croix de Chavanod par Claudine Echernier et Pierre-Marie Mermier. Cette congrégation se trouve aujourd'hui en Europe, en Afrique, en Amérique et en Asie.

## Politique et administration

### Situation administrative
La commune de Chavanod appartient au canton de Seynod. Elle est membre du Grand Annecy.
Chavanod relève de l'arrondissement d'Annecy et de la deuxième circonscription de la Haute-Savoie.

### Administration municipale
L'administration municipale de la commune est composé de 19 conseillers, maire compris.
Voici la liste municipale de Chavanod:

### Liste des maires
| Période                                  | Période                   | Identité                            | Étiquette | Qualité                                                                |
| ---------------------------------------- | ------------------------- | ----------------------------------- | --------- | ---------------------------------------------------------------------- |
| Maire en 1969                            | juin 1976 (décès)         | Jean Marie Joseph Favre (1900-1976) |           |                                                                        |
| juillet 1976                             | janvier 1992 (décès)      | Joannès Beauquis (1921-1992)        |           |                                                                        |
| mars 1992                                | mai 2020                  | René Desille, (1948- )              | DVD       | Retraité, maire honoraire Vice-président du Grand Annecy (2017 → 2020) |
| mai 2020                                 | En cours (au 26 mai 2020) | Franck Bogey (1975- )               |           | Chargé de mission à l'EPF de la Haute-Savoie                           |
| Les données manquantes sont à compléter. |                           |                                     |           |                                                                        |

## Population et société
Ses habitants sont les Chavanodines et les Chavanodins.

### Démographie

#### Évolution démographique
Chavanod est situé dans une région dynamique du fait de l'essor du tourisme dans le bassin annécien, mais également grâce à sa proximité de Genève. De plus, de nombreuses zones résidentielles ont été construites durant les deux dernières décennies. Ainsi, selon l'Insee, le taux d'évolution annuel moyen de la population de la commune a connu une croissance depuis la fin des années 80. Ce dernier est passé de 2,17 % entre 1980 et 1989 à 2,64 % entre 1990 et 1999, puis à 1,81 % entre 1999 et 2006.[Passage à actualiser]
L'évolution du nombre d'habitants est connue à travers les recensements de la population effectués dans la commune depuis 1793. Pour les communes de moins de 10 000 habitants, une enquête de recensement portant sur toute la population est réalisée tous les cinq ans, les populations de référence des années intermédiaires étant quant à elles estimées par interpolation ou extrapolation. Pour la commune, le premier recensement exhaustif entrant dans le cadre du nouveau dispositif a été réalisé en 2007.

En 2022, la commune comptait 3 024 habitants, en évolution de +16,58 % par rapport à 2016 (Haute-Savoie : +6,01 %, France hors Mayotte : +2,11 %).
| 1793 | 1800 | 1806 | 1822 | 1838 | 1848 | 1858 | 1861 | 1866 |
| ---- | ---- | ---- | ---- | ---- | ---- | ---- | ---- | ---- |
| 390  | 405  | 499  | 481  | 621  | 675  | 642  | 627  | 657  |

| 1872 | 1876 | 1881 | 1886 | 1891 | 1896 | 1901 | 1906 | 1911 |
| ---- | ---- | ---- | ---- | ---- | ---- | ---- | ---- | ---- |
| 739  | 753  | 746  | 775  | 745  | 714  | 726  | 600  | 568  |

| 1921 | 1926 | 1931 | 1936 | 1946 | 1954 | 1962 | 1968 | 1975  |
| ---- | ---- | ---- | ---- | ---- | ---- | ---- | ---- | ----- |
| 608  | 560  | 527  | 604  | 564  | 615  | 587  | 664  | 1 019 |

| 1982  | 1990  | 1999  | 2006  | 2007  | 2012  | 2017  | 2022  | - |
| ----- | ----- | ----- | ----- | ----- | ----- | ----- | ----- | - |
| 1 254 | 1 489 | 1 883 | 2 135 | 2 167 | 2 318 | 2 643 | 3 024 | - |

#### Pyramide des âges
En 2018, le taux de personnes d'un âge inférieur à 30 ans s'élève à 31,2 %, soit en dessous de la moyenne départementale (35,9 %). À l'inverse, le taux de personnes d'âge supérieur à 60 ans est de 28,2 % la même année, alors qu'il est de 22,1 % au niveau départemental.
En 2018, la commune comptait 1 292 hommes pour 1 390 femmes, soit un taux de 51,83 % de femmes, légèrement supérieur au taux départemental (50,80 %).
Les pyramides des âges de la commune et du département s'établissent comme suit.
| Hommes | Classe d’âge | Femmes |
| ------ | ------------ | ------ |
| 0,9    | 90 ou +      | 3,3    |
| 6,5    | 75-89 ans    | 8,5    |
| 19,7   | 60-74 ans    | 17,5   |
| 21,2   | 45-59 ans    | 20,5   |
| 19,5   | 30-44 ans    | 20,0   |
| 12,5   | 15-29 ans    | 10,6   |
| 19,7   | 0-14 ans     | 19,5   |

| Hommes | Classe d’âge | Femmes |
| ------ | ------------ | ------ |
| 0,6    | 90 ou +      | 1,4    |
| 5,9    | 75-89 ans    | 7,9    |
| 14,2   | 60-74 ans    | 15,3   |
| 20,7   | 45-59 ans    | 20,3   |
| 21,8   | 30-44 ans    | 21,4   |
| 17,4   | 15-29 ans    | 15,6   |
| 19,5   | 0-14 ans     | 18     |

### Sports et loisirs
La commune met a disposition des clubs et associations de la commune une salle polyvalente, un stade et possède également une bibliothèque municipale.
- Club omnisports de Chavanod (C.O.C.)[24]
- Centre d'équitation[25]
- Fitness club
- Club de course à pied (La Ronde De Chavanod)
- Club de volleyball : Chavanod volley ball
- Musique et danse country[26]

### Culte
L'ancienne paroisse de Chavanod était dédiée à saint Donnat. La commune est désormais intégrée à la paroisse des saints Philippe et Jacques du Semnoz, qui fait partie du doyenné de l'Albanais - les Usses, dont le siège se troue à Gruffy. Elle se trouve dans le diocèse d'Annecy.
Les paroissiens peuvent se rendre en l'église de la Nativité-de-Marie.

### Médias

#### Radios et télévisions
La commune est couverte par des antennes locales de radios dont France Bleu Pays de Savoie, ODS radio, Radio Semnoz… Enfin, la chaîne de télévision locale TV8 Mont-Blanc diffuse des émissions sur les pays de Savoie. Régulièrement l'émission La Place du village expose la vie locale. France 3 et sa station régionale France 3 Alpes, peuvent parfois relater les faits de vie de la commune.

#### Presse et magazines
La presse écrite locale est représentée par des titres comme Le Dauphiné libéré, L'Essor savoyard, Le Messager - édition Genevois, le Courrier savoyard.

## Économie
Au total, Chavanod héberge 317 (petites pour la plupart) entreprises sur son territoire.

### Parc d'activités d'Altais
Historiquement, le parc d'activité d'Altais a été implanté sur la commune voisine de Cran-Gevrier, mais s'est étendu par la suite sur Chavanod. D'une superficie de 60 hectares (40 commercialisables), la zone dénombre une cinquantaine d'entreprises et plus de 800 salariés. Près de la moitié de ses sociétés sont localisées sur la partie chavanodine.
L'emplacement géographique de la zone est idéal, puisque l'échangeur de l'autoroute A41 (Lyon-Genève) se trouve à deux minutes de son centre. De ce fait, les industriels peuvent se rendre à la gare d'Annecy en cinq minutes, et à l'aéroport de Genève en près de 35 minutes.
Du fait de sa création récente, le parc est inscrit dans une logique de respect de l'environnement et dans une optique de développement durable. Ainsi, les entreprises se situent à proximité de grands espaces verts, boisés et aménagés. De plus, les entrepreneurs qui s'implantent sur la zone doivent remplir un certain nombre de conditions écologiques, tel que laisser une surface d'espace vert autour des bâtiments.

### Zone ArtisanaleChez Chamoux
La Zone Chez Chamoux se situe à cheval entre Maclamod et le nouveau chef-lieu de Chavanod. Au total, une trentaine de petites entreprises sont implantées. On y trouve notamment la banque Crédit agricole, La Poste, une boulangerie, un bar-tabac et deux coiffeurs. L’ouverture d’un accueil collectif (maison d’assistante maternelle) pour les enfants de 3 mois jusqu’à l’entrée à l’école maternelle ouvrira en septembre 2018.
Le club de musique et danse Country Hillbilly Rockers est également situé dans la ZA.

### Zone de la Foire
La zone de la foire est la plus petite de la commune, et seulement moins de dix entreprises y sont implantées. Elle se situe au bout de la route des Creuses (D 16), juste avant Champanod.
Les anciens locaux de Salomon accueille plusieurs entreprises dont Malhe et le pôle emploi de la commune.

### Entreprises
- Eider, siège du fabricant de vêtements et d'articles de sports de glisse localisé à Altais.
- Mahle, usine pour la fabrication de coussinets, petites pièces métalliques composantes des moteurs Peugeot, zone de La Foire.
- Miliboo, conception, fabrication et vente de meubles en ligne[34].
- Soprema Entreprises (Groupe SOPREMA), agence de travaux dans la ZI des Chamoux[35].

## Culture et patrimoine

### Lieux et monuments

#### Bâtiments religieux
- Église de la Nativité-de-Marie, construite dans un style néo-gothique en 1881.
- Chapelle Notre-Dame-des-Laboureurs, construite en 1863 dans le hameau de Champanod par les sept frères de la famille Beauquis.

#### Les gorges du Fier
Situées à la sortie de Chavanod, du côté de Lovagny, les gorges du Fier font l'objet d'un site touristique très apprécié du public. Depuis le milieu du XIXe siècle, les visiteurs peuvent observer l'impressionnante érosion naturelle depuis une passerelle fixée à un plan de rocher.
- La légende du petit page, ou des Fées[36]

Selon la légende locale, le comte de Montrottier (Lovagny) était inquiet à propos de la chasteté de sa femme, Diane. Il chargea donc un jeune homme, le petit page, de surveiller cette dernière. Le garçon, secrètement amoureux de la belle demoiselle, s'exécuta et se mit à épier ses moindres faits et gestes. Il surprit alors la belle Diane enlacée dans les bras du comte de Pontverre, le rival de l'époux.
Le petit page ne ressenti plus de l'amour mais de la haine à l'égard de la demoiselle. Pour se venger, il prévint le comte de Montrottier qui organisa une mise en scène afin de piéger le couple. Démasqué et pris de peur, le comte de Pontverre pris alors la fuite à cheval. Le petit page, déterminé à le rattraper, s'accrocha fermement à la queue du destrier. Mais le cavalier le traina jusqu'en dessus du Fier et trancha la queue du cheval. Le jeune homme chuta et disparut à l'endroit ou se formèrent les gorges du Fier.
Depuis ce temps là, les habitants de la vallée entendent parfois des gémissements lointains surgir des gorges. Certains disent qu'il s'agit des lamentations du petit page qui regrette son amour perdu.

#### Châteaux
- Château de Chavaroche[37]

La forteresse de Chavaroche domine la vallée du Fier. Elle a appartenu à la famille de Menthon-Montrottier du XVIe siècle à la Révolution.
- Château de la Croix[39]

Le château de la Croix fut habité par Charles-Marie-Joseph Despine (homme politique de Savoie) durant le XIXe siècle. Ce polytechnicien se fit remarquer dans la politique locale, notamment en instaurant le système métrique en Savoie en 1835.
- Château de Maclamod[41], une maison forte.

### Personnalités liées à la commune
- Le philosophe et historien Hippolyte Taine a vécu à Chavanod à la fin du XIXe siècle, dans le château de Maclamod[41].
- Mgr François Belleville, né à Chavanod le 14 janvier 1860, mort à Xa-doai le 7 juillet 1912, évêque et vicaire apostolique du Tonkin méridional en 1911[42].